# Кузьминовка (Ишимбай)
Кузьминовка — микрорайон города Ишимбая, расположенный в его восточной части, на правом берегу реки Белой.
В окрестностях микрорайона имеется Кузьминовский пруд.

## История
Основатель — Кузьма Дмитриевич Смирнов.
В 1940 году деревня была включена в черту города Ишимбая.
В 2011 году по программе «Родники Башкирии» в числе восстановленных 67 уникальных родников в районах присутствия компании «Башнефть» в Кузьминовке был воссоздан родник. В том же году решением Ишимбайского горсовета на территории микрорайона определены границы для осуществления территориального общественного самоуправления.

## Улицы
- Титова
- Бажова
- Маршака
- Фадеева
- Мидхата Файзуллина
- Родниковая
- Солнечный переулок
- Миннигаффана Мунасыпова
- Аксана Хамидуллина
- Новостроек
- Энтузиастов
- Надежды
- Ясная
- Лазурная
- Шоссейная
- Ягодная
- Дуслык
- Летний переулок
- Урожайная
- Нефтяников
- Малый переулок
- переулок Тукмак
- Полевая

## Транспорт
- Городской автобусный маршрут № 4